# Tenso-netwerk
Tenso is het Europese netwerk voor professionele kamerkoren die in hun programmering nadruk leggen op nieuwe muziek. Het netwerk is in 2005 opgericht om het onderzoek naar en de uitwisseling van repertoire en expertise te bevorderen, om een sterkere positie voor kamerkoren en nieuwe koormuziek in Europa te bewerkstelligen en om de samenwerking met amateurs en jonge zangers een steviger basis te geven. Tenso organiseert ieder jaar een festival in een stad in Europa: in de afgelopen jaren organiseerde het netwerk Tenso Dagen in Parijs, Riga en Berlijn. In 2009 kwam het festival naar Amsterdam: de Tenso Dagen Amsterdam vonden plaats in het Muziekgebouw aan 't IJ van 15 oktober t/m 18 oktober 2009.
In 2010 wordt het festival van 8 tot 18 september in Oslo georganiseerd in samenwerking met het Ultima Festival. 
Het Tenso-netwerk bestaat uit: 
- chœur de chambre accentus (FR)
- Cappella Amsterdam (NL)
- Latvijas Radio Koris (LV)
- Nederlands Kamerkoor (NL)
- RIAS Kammerchor (DE)
- Det Norske Solistkor (NO)
- Eesti Filharmoonia Kammerkoor (EE)
- SWR Vokalensemble (DE)